# XHRRR-FM (Veracruz)
XHRRR-FM là một đài phát thanh ở nhà ga Papantla de Olarte, Veracruz. Thuộc sở hữu của Radiorama, XHRRR phát sóng với tần số 89,3 MHz từ một tòa tháp trên Cerro El Comanche và được gọi là La Huasteca.
Nhà ga bắt đầu cuộc đời với tên XEPV-AM 1270, với một nhượng bộ được trao cho Andrés Ebergenyi Belgodere vào tháng 9 năm 1957. Vào những năm 1980, nhà ga đã trở thành XERRR-AM; trạm chị em của nó vào năm 1170 (nay là XHPV-FM), đã từng là XEEU, đã thực hiện các cuộc gọi XEPV.
Trạm đã chuyển sang FM vào đầu những năm 2010. Đây là một trong hai trạm có tên gọi XHRRR; cái kia nằm ở Encarnación de Díaz, Jalisco.